# الخاطف العشرون
يعد الخاطف العشرين إرهابياً إضافياً محتملاً في هجمات 11 سبتمبر 2001 الذي لم يتمكن، لأي سبب من الأسباب، من المشاركة. ويقال إن الخاطف العشرين، وإن لم يكن حاضرا أثناء الهجمات الفعلية، قد شارك بعمق في الاستعدادات. كان هناك العديد من التغيرات في مخطط 9/11، حيث يتذبذب عدد الإرهابيين مع الموارد المتاحة والظروف المتغيرة. وفي النهاية، كان هناك 19 خاطفا: ثلاثة من الطائرات تم الاستيلاء عليها من قبل خمسة أعضاء لكل منها، والرابعة اختطفت من قبل أربعة أشخاص. هذه الطائرة الأخيرة، الرحلة رقم 93 لشركة الخطوط الجوية المتحدة، لم تنجح في مهمتها - بدلا من ضرب أية أهداف في واشنطن العاصمة، فقد سقطت ببساطة في حقل بالقرب من شانكسفيل، بنسلفانيا، بسبب مقاومة الركاب. وهكذا، جاءت فكرة الخاطف العشرين لمناقشتها على نطاق واسع.

## الخاطفون
بحسب ما ورد كان رمزي بن الشيبة ينوي المشاركة في الهجمات وربما كان سيعمل كخاطف على متن طائرة الخطوط الجوية الأمريكية رقم 77، ولكن تم رفض مرارًا وتكرارًا منحه تأشيرة لدخول الولايات المتحدة. دوره كواحد من أربعة طيارين مختطفين سبقه هاني حنجور.
وغالباً ما يشار إلى محمد القحطاني، وهو مواطن من المملكة العربية السعودية، باسم الخاطف العشرين. رفض خوسيه ميلينديز بيريز، مفتش الهجرة الأمريكي في مطار أورلاندو الدولي، دخوله الولايات المتحدة في أغسطس 2001. تم إلقاء القبض عليه فيما بعد في أفغانستان وسجن في السجن العسكري الأمريكي المعروف باسم Camp X-Ray في خليج غوانتانامو بكوبا. في يناير 2009، ذكرت سوزان ج. كروفورد أن استجواب القحطاني في Camp X-Ray يشكل تعذيباً.
زكريا موسوي، مواطن فرنسي من أصل مغربي، يُشار إليه على نطاق واسع باسم الخاطف العشرين. ربما تم اعتبار موسوي بديلا لزياد جراح، الذي هدد في وقت من الأوقات بالانسحاب من المخطط بسبب التوترات بين المتآمرين. ولم يتم وضع اللمسات الأخيرة على خطط لتشمل موسوي، حيث كان هناك تشكك في هرم القاعدة حول موثوقيته. وفي نهاية المطاف، لم يضطلع الموسوي بدور في خطة اختطاف الطائرات. وألقي القبض عليه قبل أربعة أسابيع من وقوع الهجمات. يقضي موسوي الآن عقوبة بالسجن مدى الحياة بسبب تورطه في هجمات 11 سبتمبر. وأقر بأنه مذنب في عام 2005 بالتعاون مع الخاطفين الآخرين. وادعى موسوي أنه هو وريتشارد ريد حاولا بدون جدوى اختطاف طائرة في 11 سبتمبر.
ووفقا لبي بي سي، فإن فواز النشمي ادعى أنه «الخاطف العشرين». وقد أُفرج عن فيديو لتنظيم القاعدة من منظمة مخابرات أمريكية، مبينا النشمي يبرر الهجمات على الغرب. ورفضت الولايات المتحدة ادعاءات النشمي باعتبارها دعاية. وكان معروفا أيضا باسم تركي بن فهيد المطيري، وشارك في هجوم 29 مايو 2004، على مرافق النفط في الخبر، المملكة العربية السعودية. قتل في يونيو 2004 بإطلاق النار مع قوات الأمن السعودية.
أما أعضاء القاعدة الآخرون الذين يُزعم أنهم حاولوا، ولكن لم يتمكنوا، من المشاركة في هذه الهجمات، فهم سعيد الغامدي (لا ينبغي الخلط بينه وبين الخاطف الناجح بنفس الاسم)، وتوفيق بن عطاش، وعلي عبد العزيز علي، ومسحبيب الحملان، وعبد الرؤوف جدي، وزكريا الصبار، وسعيد أحمد الزهراني، وعلي عبد الرحمن الفقعسي الغامدي، وسعيد البلوشي، وقتيبة النجدي، وزهير الثبيتي، وسعود الراشي. كان خالد شيخ محمد، وهو العقل المدبر المزعوم للهجوم، قد أراد إزالة عضو واحد على الأقل – خالد المحضار – من العملية، لكن أسامة بن لادن ألغى ذلك.

## في الثقافة الشعبية
كتب الروائي السعودي عبد الله ثابت رواية لعام 2006 بعنوان الإرهابي رقم 20 التي أصبحت من أكثر الكتب مبيعا. ويذكر الكتاب سنوات مراهقته التي قضاها بوصفه متطرفا دينيا، واستلهمه جزئيا أحمد النعمي، وهو أحد خاطفي أحداث 11 سبتمبر، وزميل مقيم في أبها الذي كان مألوفا بشكل مبهم مع ثابت. في أبريل 2006، وبعد مرور ثلاثة أشهر على صدور هذا الكتاب، أُرغم ثابت على الانتقال من أبها إلى جدة مع أسرته بعد تلقيه تهديدات بالقتل.